# Tmesisternus pullus
Tmesisternus pullus là một loài bọ cánh cứng trong họ Cerambycidae.